# Stylidium insensitivum
Stylidium insensitivum är en tvåhjärtbladig växtart som beskrevs av Carlq. Stylidium insensitivum ingår i släktet Stylidium och familjen Stylidiaceae. Inga underarter finns listade i Catalogue of Life.